# Panicha (obwód wołogodzki)
Panicha (ros. Паниха) – wieś w Rosji, w rejonie ust-kubińskim obwodu wołogodzkiego. W 2002 r. liczyła 1 mieszkańca, a w 2010 r. była niezamieszkana.